# Valgoglio
Valgoglio (lombardul: Valgòi) település Olaszországban, Lombardia régióban, Bergamo megyében. Lakosainak száma 578 fő (2023. január 1.). Valgoglio Gromo, Gandellino, Carona, Ardesio és Branzi községekkel határos.

## Népesség
A település lakossága az elmúlt években az alábbi módon változott:
| Lakosok száma | 590  | 596  | 578  |
|               | 2017 | 2018 | 2023 |